# ジアミントランスアミナーゼ
ジアミントランスアミナーゼ(Diamine transaminase、EC 2.6.1.29)は、以下の化学反応を触媒する酵素である。
α,ω-ジアミン + α-ケトグルタル酸{\displaystyle \rightleftharpoons }ω-アミノアルデヒド + L-グルタミン酸
従って、この酵素の基質はα,ω-ジチアミンとα-ケトグルタル酸の2つ、生成物はω-アミノアルデヒドとL-グルタミン酸の2つである。
この酵素は転移酵素、特に窒素基を移すトランスアミナーゼに分類される。系統名はジアミン:2-オキソグルタル酸 アミノトランスフェラーゼ(diamine:2-oxoglutarate aminotransferase)である。他に、amine transaminase、amine-ketoacid transaminase、diamine aminotransferaseやdiamine-ketoglutaric transaminaseとも呼ばれる。この酵素は、尿素回路及びアミノ基の代謝に関与している。